# The Sacrifice (film 1913 Kalem)
The Sacrifice è un cortometraggio muto del 1913 diretto da George Melford e prodotto dalla Kalem

## Produzione
Il film fu prodotto dalla Kalem Company.

## Distribuzione
Distribuito dalla General Film Company, il film - un cortometraggio di una bobina -  uscì nelle sale cinematografiche statunitensi il 2 aprile 1913.